# Stijn van Gassel
Stijn van Gassel (Ysselsteyn, 18 ottobre 1996) è un calciatore olandese, portiere del N.E.C..

## Carriera
Il 19 giugno 2024 sigla un contratto biennale con il N.E.C. con decorrenza dal 1º luglio seguente.

## Statistiche

### Presenze e reti nei club
Statistiche aggiornate al 20 settembre 2022.
| Stagione             | Squadra              | Campionato           | Campionato | Campionato | Coppe nazionali | Coppe nazionali | Coppe nazionali | Coppe continentali | Coppe continentali | Coppe continentali | Altre coppe | Altre coppe | Altre coppe | Totale | Totale |
| Stagione             | Squadra              | Comp                 | Pres       | Reti       | Comp            | Pres            | Reti            | Comp               | Pres               | Reti               | Comp        | Pres        | Reti        | Pres   | Reti   |
| -------------------- | -------------------- | -------------------- | ---------- | ---------- | --------------- | --------------- | --------------- | ------------------ | ------------------ | ------------------ | ----------- | ----------- | ----------- | ------ | ------ |
| 2014-2015            | Helmond Sport        | ED                   | 0          | 0          | CO              | 0               | 0               | -                  | -                  | -                  | -           | -           | -           | 0      | 0      |
| 2015-2016            | Helmond Sport        | ED                   | 2          | -1         | CO              | 0               | 0               | -                  | -                  | -                  | -           | -           | -           | 2      | -1     |
| 2016-2017            | Helmond Sport        | ED                   | 7+4        | -10 + -4   | CO              | 0               | 0               | -                  | -                  | -                  | -           | -           | -           | 11     | -14    |
| 2017-2018            | Helmond Sport        | ED                   | 38         | -67        | CO              | 1               | -5              | -                  | -                  | -                  | -           | -           | -           | 39     | -72    |
| 2018-2019            | Helmond Sport        | ED                   | 38         | -72        | CO              | 1               | -5              | -                  | -                  | -                  | -           | -           | -           | 39     | -77    |
| 2019-2020            | Helmond Sport        | ED                   | 29         | -62        | CO              | 1               | -2              | -                  | -                  | -                  | -           | -           | -           | 30     | -64    |
| 2020-2021            | Helmond Sport        | ED                   | 35         | -65        | CO              | 1               | -4              | -                  | -                  | -                  | -           | -           | -           | 36     | -69    |
| Totale Helmond Sport | Totale Helmond Sport | Totale Helmond Sport | 149+4      | -277 + -4  |                 | 4               | -16             |                    | -                  | -                  |             | -           | -           | 157    | -297   |
| 2021-2022            | Excelsior            | ED                   | 36+6       | -55 + -8   | CO              | 2               | -4              | -                  | -                  | -                  | -           | -           | -           | 44     | -67    |
| 2022-2023            | Excelsior            | E                    | 7          | -18        | CO              | 0               | 0               | -                  | -                  | -                  | -           | -           | -           | 7      | -18    |
| Totale Excelsior     | Totale Excelsior     | Totale Excelsior     | 43+6       | -73 + -8   |                 | 2               | -4              |                    | -                  | -                  |             | -           | -           | 51     | -85    |
| Totale carriera      | Totale carriera      | Totale carriera      | 192+10     | -350 + -12 |                 | 6               | -20             |                    | -                  | -                  |             | -           | -           | 208    | -382   |